# Psycho-phénoménologie
La psycho-phénoménologie est une sous-discipline de la psychologie, élaborée par le psychologue Pierre Vermersch (CNRS, GREX), qui étudie les actes cognitifs du point de vue de l’apparaître. Sa distinction de la méthode expérimentale classique provient de sa prise en compte du point de vue en première personne, en s’informant auprès du sujet de ce qu’il a lui-même vécu, de ce qui lui apparaît. Il ne s’agit pas d’une approche alternative, mais de la visée d’une psychologie complète, abordant son objet sous ses différentes faces : publique et privée, comportementale et subjective. En tant que modèle conceptuel, elle se trouve fortement inspirée de la phénoménologie de Husserl, tout en conservant une visée empiriste.

## Historique
L’acte de naissance de la psycho-phénoménologie se trouve dans le no 13  de la revue du Groupe de Recherche sur l’EXplicitation (GREX), Expliciter, datant de février 1996. Dans cet article, intitulé Pour une psycho-phénoménologie, Pierre Vermersch relate sa décision d’investir le champ de la recherche sur la subjectivité selon un angle particulier. Il fait alors le constat d’une nécessité théorique qui n’a pas encore trouvé sa voie : l’étude rigoureuse de la pensée privée.
Depuis son travail de thèse, en 1976, Pierre Vermersch s’était consacré à l’élargissement du recueil de données des activités cognitives, tout d'abord en utilisant les enregistrements vidéo, puis, à partir des années quatre-vingt, en élaborant une méthode d’entretien, l’Entretien d'explicitation. Cette technique permet à un interviewer de s’informer des vécus de l’interviewé en amenant ce dernier à une position de parole spécifique. Dans cette position de parole incarnée, le sujet est accompagné dans sa Verbalisation de manière à livrer les faits vécus, sans jugements ni constructions imaginaires. Dans le vocabulaire de Piaget, cette activité du sujet porte le nom de « réfléchissement », qui qualifie le passage du niveau pré-réfléchi au niveau conscient.
Par ailleurs, sa pratique thérapeutique l’a sensibilisé à la nécessité de relier la théorie aux champs d’applications. Cette double visée, théorique et pragmatique, l’incitera à remarquer l’insuffisance conceptuelle des pratiques efficaces de la programmation neuro-linguistique (PNL), ainsi qu’à critiquer la stérilité de la psychologie positiviste.
Depuis 1993, il a trouvé dans l’œuvre phénoménologique de Husserl une démarche et un ensemble de concepts propres à former un cadre théorique de la conscience. Néanmoins, sa démarche s’est affirmée dans son caractère psychologique, conservant la distance critique dont Piaget avait déjà fait preuve vis-à-vis de la philosophie, notamment à propos du problème méthodologique de la validation des données.

## Le point de vue phénoménologique
L’idée de base de la psycho-phénoménologie est présente dès les débuts de la psychologie scientifique, chez William James ou chez Alfred Binet : la psychologie s’intéresse à la subjectivité et cherche à s’en informer de la seule façon possible, en demandant au sujet de décrire lui-même le contenu de son expérience. De fait, le psychisme est à double face, l’une publique comportementale observable et l’autre privée non observable. Classiquement, la psychologie se propose de comprendre le psychisme en instituant des expériences permettant de varier les observations.
Confrontés aux limites de ces observations, les chercheurs rencontrent une alternative. Soit, tout en recoupant les données, procéder à des inférences jusqu’à former un modèle partiel, soit enrichir les données en repoussant les limites de l’observable. Or, en ce qui concerne le thème de la conscience, une expression circule depuis une décennie dans les sciences cognitives pour qualifier les résultats de la première option : le déficit d’explication. Selon Jean-Michel Roy, « Le problème central de la conscience est aujourd'hui principalement celui posé par l'argument dit du déficit d'explication, que l'on peut caractériser a minima dans les termes suivants : les théories matérialistes contemporaines de la cognition ne fournissent pas d'explication de la dimension consciente des phénomènes cognitifs. »
Toutefois, si l’on envisage la seconde option qui consiste à repousser la limite de l’observable, un recueil de données concernant la face privée de la conscience implique l’intégration de l’introspection au sein de la méthodologie. Se pose alors la question de la valeur heuristique de l’introspection.

## L’approche scientifique de l’introspection
Dans son article intitulé L’introspection, une histoire difficile, Pierre Vermersch revient sur les critiques qui se sont exercées, au sein de la psychologie, sur les démarches de recherche souhaitant mobiliser l’introspection. 

Au début du XXe siècle, il recense au moins trois initiatives : celle de Binet, en France, celle d’un groupe de chercheurs connu sous le nom d'école de Wurtzbourg (Messer, Watt, Külpe, Ach…) en Allemagne et celle de Titchener aux États-Unis. Ces recherches ont donné lieu à des publications mettant en évidence une rigueur méthodologique et une grande richesse de données encore pertinentes aujourd’hui.
Pourtant, les aléas de l’histoire ajoutés aux critiques virulentes n’ont pas permis à ces initiatives de se développer scientifiquement. En effet, depuis le XIXe siècle, il existe deux familles d’arguments contre la possibilité de fonder une méthode de recherche sur l’introspection. La première nie tout simplement l’acte introspectif lui-même (Auguste Comte, 1830[réf. nécessaire], Nisbett & Wilson, 1971[réf. nécessaire], Lyon, 1986[réf. nécessaire]). La seconde nie la possibilité d’élaborer une connaissance à caractère scientifique à partir de données recueillies par ce moyen (cf. la critique générale du Béhaviourisme depuis 1920, celle de Watson en 1920[réf. nécessaire], celle de Piéron en 1927[réf. nécessaire], celle de Boring en 1955[réf. nécessaire], celle de Lieury en 1985[réf. nécessaire]). Pierre Vermersch remarque pourtant que l’ensemble de ces critiques s’est opéré a priori, cherchant à discréditer d’avance une démarche.
Or, dans le domaine empirique, l’histoire des inventions a souvent montré l’inanité de cette attitude. C’est d’ailleurs dans un domaine de recherche en prise avec les besoins d’une pratique, la pédagogie, que le fil de l’introspection s’est maintenu grâce aux travaux d’Antoine de La Garanderie, élève d'Albert Burloud, lui-même élève d'Alfred Binet, et auteur de Défense et illustration de l'introspection (1989). D’autre part, aux États-Unis, les pratiques de Virginia Satir, Gregory Bateson et Milton Erickson se sont trouvées synthétisées par Richard Bandler et John Grinder sous le titre de Programmation Neuro Linguistique, se donnant comme « structure de l’expérience subjective ». 

Ces exemples sont d’ailleurs paradigmatiques du développement, dans la seconde moitié du XXe siècle, des activités rencontrant la nécessité pratique de connaître le fonctionnement subjectif : enseignants, formateurs, éducateurs, orthophonistes, entraîneurs, psychothérapeutes…
Toutefois, l’observation pratique dans une activité donnée, si elle permet d’élaborer une modélisation, demeure dans les limites structurelles de son propre domaine. Afin d’élaborer le modèle universel de l’expérience subjective, seule une démarche scientifique est en mesure de dépasser les spécificités locales. 
C’est en se proposant ce programme de recherche que Pierre Vermersch a rencontré la phénoménologie.

## Relations avec la phénoménologie de Husserl
Si l’on se borne à remarquer que l’œuvre de Husserl aborde magistralement les thèmes, entre autres, de la mémoire, de l’attention, de la perception, de la genèse du sens et tout cela par une méthode de profil introspectif, on conçoit l’intérêt qu’elle a pu motiver chez Pierre Vermersch : « La phénoménologie pure, en tant qu’elle étudie et clarifie les actes psychiques, en tant qu’elle place au centre de son intérêt la conscience, la vie intentionnelle, fait peut-être le travail qu’auraient dû faire les psychologues pour fonder leur discipline sur des distinctions conceptuelles saines. »
À partir de 1995, par l’étude et la mise en place d’un séminaire de lecture et de pratique phénoménologique, au cours duquel les descriptions husserliennes sont comparées aux expériences du groupe de co-chercheurs, le psychologue scientifique s’approprie, intègre et transmet une pensée philosophique difficile d’accès, ne répondant pas entièrement à ses critères.
C’est que pour Husserl lui-même, il n’était pas question de confondre phénoménologie et psychologie, même lorsque des psychologues comme Messer se sont approchés de lui avec pertinence.
Il est donc important de remarquer que la relation entre la psycho-phénoménologie et la phénoménologie husserlienne n’est pas une continuité, mais plutôt de l’ordre de l’interprétation d’une démarche philosophique dans un but psychologique.
Dans la critique que Pierre Vermersch a proposée de certains textes husserliens, on retrouve l’opposition classique entre une science qui souhaite partir de l’observation des faits, sans présupposé, principe hérité de Newton, et une philosophie idéaliste laissant une place éminente à la métaphysique au sens de Emmanuel Kant : construction a priori invérifiable en fait, mais relevant d’une nécessité logique.
Dans les faits, ces deux attitudes se traduisent par une divergence méthodologique essentielle quant à l’utilisation des exemples, des états de fait auxquels les analyses pourront se référer.
On se permettra de résumer ici la méthode phénoménologique husserlienne en deux points.
1. Le premier point est connu sous le terme d’épochè, autrement qualifiée de suspension du jugement. Il s’agit en fait de suspendre la croyance naturelle que nous partageons habituellement, dans le fait que le monde existe tel qu’il nous apparaît. Ce pas en arrière dans notre relation aux objets et à tout ce qui constitue notre quotidien vise à porter notre attention sur notre propre activité de constitution de ce monde. L’existence du monde est mise entre parenthèses, c’est l’activité de la conscience qui devient seul objet d’observation. Ce point est partagé par la psycho-phénoménologie.
2. Le second point consiste en une activité dite de variation éidétique, qui vise à dégager les traits essentiels d'un type de choses par comparaison entre divers spécimens de ce type. Par exemple, je peux saisir les traits essentiels d’un verre en comparant plusieurs verres et en ne retenant que les traits nécessaires pour qu’un objet puisse être compris comme verre.

Sur ce point, la psycho-phénoménologie ne peut se contenter d’une variation d’un seul sujet. La raison en est que celle-ci vise une psychologie, c’est-à-dire la description de tous types de vécus, quand le programme de recherche de Husserl visait à établir le fondement de la légalité mathématique. 

La conséquence de cette divergence est radicale, puisque Husserl considérait que l’intuition donatrice originaire pouvait être source de droit pour la connaissance, s’inscrivant dans une tradition idéaliste qui situe nos capacités logiques dans une indépendance vis-à-vis de notre expérience. Quant à elle, de par sa tradition sceptique, la psychologie empirique ne peut vérifier, valider une connaissance que par le recoupement de données recueillies auprès d’un certain nombre de sujets. Sur ce dernier point, la maxime de la psycho-phénoménologie est qu’ « il faut espérer être surpris par la réalité. » [réf. souhaitée]

## Modèle théorique
Malgré cette divergence fondamentale, Pierre Vermersch n'a cessé de se référer aux concepts de la phénoménologie pour élaborer une théorie de l'explicitation, mais aussi de la conscience. Plus précisément, c'est dans la seconde partie de l'œuvre de Husserl, postérieure à son tournant génétique des années 1920, que la psycho-phénoménologie trouve le concept de passivité.
La passivité est ici le nom du domaine de notre intentionnalité qui échappe à notre conscience, le niveau élémentaire de la constitution du sens. Notre attitude naturelle est de croire que le sens des objets du monde leur appartient intrinsèquement, notre sens commun nous fait oublier que seule notre conscience peut attribuer un sens à quelque chose. Le concept de synthèse passive qualifie cette genèse perpétuelle et inconsciente (pas au sens de Freud, il n'y a pas ici de censure) du sens de tout ce qui nous environne.
Je suis capable de saisir immédiatement que cet objet, par exemple, est une chaise. J'ai dû, pour cela, opérer la synthèse entre ma perception présente (des bâtons assemblés perpendiculairement, un plateau de paille tissée...) et le souvenir d'expériences antérieures durant lesquelles j'ai su que je me trouvais en présence d'une chaise. Cette synthèse est une association qui me permet de qualifier cet objet-là, présent devant moi, de chaise. 

Or, cette synthèse est opérée à l'occasion de tous nos vécus quotidiens, à propos de tout ce que nous connaissons, ou reconnaissons. Par contre, nous n'avons pas à nous occuper de cette synthèse perpétuelle, elle n'est pas de l'ordre d'une activité, mais de l'ordre de la passivité, elle ne nous apparaît même quasiment jamais. Je n'ai pas non-plus à porter maintenant mon attention à la chaise elle-même pour pouvoir me souvenir d'elle plus tard. Cependant, pour que cette chaise apparaisse à ma conscience, dans l'après-coup, il faudra parvenir à éveiller ce souvenir primaire. L'exemple le plus célèbre de ce type d'éveil est la "madeleine de Proust".
Le modèle de la passivité permet alors   de redéfinir la démarche d'explicitation comme "intention éveillante", comme moyen de faire apparaître au sujet ce qui était, non-pas oublié, mais tombé au degré zéro d'éveil. Théoriquement, nous pouvons retrouver absolument tous nos vécus en créant les justes conditions d'une "intention éveillante".

## Méthodologie
Au sein de la psychologie, le caractère particulier de la psycho-phénoménologie réside donc dans l’utilisation de l’introspection comme outil de recueil de données. Mais puisque, malgré sa longue histoire au sein de la philosophie puis aux débuts de la psychologie, l’introspection n’avait encore fait l’objet d’aucune étude scientifique rigoureuse, descriptive, méthodologique ou didactique, celle-ci s’est posée comme objet de recherche prioritaire. 
En s’appuyant sur les acquis de l’entretien d'explicitation, mais aussi sur des travaux phénoménologiques autour de la synthèse passive (Husserl, Richir[réf. souhaitée]), Pierre Vermersch s’est appliqué à déterminer les principales difficultés que rencontre tout sujet dans l’acte de se référer à ses propres vécus. Sa recherche lui permet aujourd’hui d’établir des distinctions entre différents actes habituellement confondus sous le terme général d’introspection, et de formuler une méthode de l’explicitation, qui se décline en démarche d’entretien si l’on souhaite s’informer du vécu d’une seconde personne, et en démarche d’auto-explicitation, dont les bases sont décrites dans les numéros 69 et 73 de la revue Expliciter, qui permet l’observation par le sujet de ses propres vécus, présents ou passés, et ceci de manière autonome. Sa mise en œuvre demande un apprentissage, dont le sens fondamental peut être résumé par un principe de simplicité : accéder aux vécus réels tels qu’ils se sont effectivement déroulés.
Sur le plan de la recherche, l’utilisation de l’introspection contraint les modalités d’une expérience. Dans ce cadre, une dimension de contrôle de l’objet par le chercheur se trouve radicalement déplacée : l’accès rigoureux du sujet à ses propres vécus demande le dépassement d’un certain nombre d’obstacles :

« vivre l’expérience subjective est spontané, sans préalable ni conditions ; décrire, analyser l’expérience subjective est une expertise. »

— Pierre Vermersch, Pour une psycho-phénoménologie, Expliciter n° 13, Février 1996, p. 1
La première conquête consiste à dépasser l’impression de vide à laquelle donne lieu une visée introspective : le sujet sait qu’il a vécu tel moment dans sa vie, mais lorsqu’il voudrait le décrire concrètement, il ne retrouve rien. Sur ce point, l’expertise à acquérir consiste d’abord en un geste d’accueil non volontariste. Il ne faut surtout pas défier la mémoire, mais laisser se préciser le moindre membre de vécu répondant à nos critères de localisation temporelle. On doit apprendre à s’accompagner soi-même dans cette attente. 

Dans ce but, et il s’agit là d’une seconde expertise, le chercheur se sera formé à l’emploi de catégories descriptives spécifiques, adaptées aux objets multidimensionnels que sont les vécus encore à l’état indéterminé. Ces outils sémantiques lui permettront de dépasser ce problème si décourageant : le sujet retrouve bien son vécu, mais il ne sait pas quoi décrire, quoi prendre en compte.
Dans le premier cas, il s’agit d’un geste mental que l’on peut qualifier d’anti-naturel, dans le second cas, il faut mobiliser des catégories absentes de notre fonds culturel commun. Sans l’identification de ces obstacles, suivie d’une proposition méthodologique réglée et transmissible, l’introspection ne pouvait espérer figurer parmi les outils de recherche.

## Rupture épistémologique pour une prise en compte de la phénoménalité
Par cette élaboration méthodologique, la psycho-phénoménologie montre une première singularité :

« En matière d’expérience subjective, la rupture épistémologique (au sens de Bachelard) qui distingue le réalisme naïf préscientifique et l’élaboration de connaissances scientifiques passe par la prise de conscience, contre intuitive, que l’accès, la description, l’analyse de l’expérience subjective sont le produit d’une démarche experte, médiate, élaborée, s’apprenant non sans difficultés, s’exerçant et se perfectionnant sur plusieurs années. »

— Pierre Vermersch, 
D’autre part, si la visée empiriste de la psycho-phénoménologie l’engage à recourir in fine à une vérification statistique, et la rend plus proche de sa famille scientifique que de la phénoménologie transcendantale, il est en revanche un second problème sur lequel elle présente un point de singularité : toute recherche de type psycho-phénoménologique produit des données sous forme de verbalisations se rapportant à un vécu. Il est donc nécessaire de questionner la possibilité de validation de ce genre de verbalisations.

« Le point fondamental dont il nous faut partir est celui de « l’autorité de l’expérience » : je n’ai pas d’autre besoin de validation pour fonder la valeur de ce que je dis avoir vécu selon moi, que d’affirmer que je l’ai vécu. En ce sens, le témoignage du sujet sur son vécu « selon lui » est incorrigible. Incorrigible dans le sens où personne ne peut affirmer comme n’étant pas vrai ou n’ayant pas existé ce qu’un autre décrit comme étant son vécu. (…) Ce principe d’incorrigibilité peut paraître à certains une déficience insurmontable pour élaborer une science de la subjectivité, mais nous n’avons pas d’autre accès à la subjectivité que ce que le sujet peut en dire et il nous faudra apprendre à en tirer le meilleur parti. »

— Pierre Vermersch, Prendre en compte la phénoménalité, Expliciter n° 57, décembre 2004, p. 43
Il est donc crucial de procéder d’une part à un recueil suffisant de données afin de pouvoir les recouper, ainsi que de trianguler les verbalisations avec les traces observables impliquées dans ces vécus (grâce à la vidéo, par exemple) avant d'établir des généralités. Mais surtout, il est important de reconnaître la perfectibilité de ces verbalisations par un accompagnement expert, tel que le permettent les techniques d’explicitation. Ainsi, les conditions se trouvent réunies pour mener à bien l’étape de recherche des déterminations [précision nécessaire], par approche du singulier, qu’il s’agit de distinguer de l’étape, postérieure, d’élaboration des généralités, pour laquelle une compatibilité avec les données de la psychologie expérimentale sera requise.

## La recherche psycho-phénoménologique
À ce jour, les travaux de recherche et d’élaboration de cette méthodologie par Pierre Vermersch ont abordé et renouvelé les thèmes de l’introspection, de l’attention, de la mémoire, et inauguré celui des effets perlocutoires. Mais c’est certainement sur le thème de la genèse du sens inspiré des études de Marc Richir, que la méthode psycho-phénoménologique s’est déployée dans toute son exigence, attribuant une valeur telle à la recherche des déterminations[réf. souhaitée] qu'elle propose une nouvelle échelle pour l'investigation scientifique.
Dans une série de trois articles,,[réf. souhaitée], Pierre Vermersch choisit une opportunité expérimentale parmi ses propres vécus, un moment durant lequel un nouveau sens s'est donné à lui, et tâche d'en retracer méthodiquement la genèse. On assiste alors au déploiement d'un bref instant de vie quotidienne sur plusieurs mois d'écriture. Simultanément, l'auteur s'attache à observer le déroulement de cette recherche, afin d'en thématiser les gestes, les événements caractéristiques, les avancées et reculs. On peut y constater ce qu'un « retour aux choses mêmes » réclame de patience .